# Clifton (Tennessee)
Clifton es una ciudad ubicada en el condado de Wayne en el estado estadounidense de Tennessee. En el Censo de 2010 tenía una población de 2.694 habitantes y una densidad poblacional de 150,03 personas por km².

## Geografía
Clifton se encuentra ubicada en las coordenadas 35°22′38″N 87°59′28″O / 35.37722, -87.99111. Según la Oficina del Censo de los Estados Unidos, Clifton tiene una superficie total de 17.96 km², de la cual 16.49 km² corresponden a tierra firme y (8.18%) 1.47 km² es agua.

## Demografía
Según el censo de 2010, había 2.694 personas residiendo en Clifton. La densidad de población era de 150,03 hab./km². De los 2.694 habitantes, Clifton estaba compuesto por el 0.06% blancos, el 33.74% eran afroamericanos, el 0.22% eran amerindios, el 0.26% eran asiáticos, el 0% eran isleños del Pacífico, el 0.15% eran de otras razas y el 1.04% pertenecían a dos o más razas. Del total de la población el 2.93% eran hispanos o latinos de cualquier raza.